# Atletismo nos Jogos Olímpicos de Verão de 2024 - Lançamento de martelo feminino
A prova do lançamento de martelo feminino do atletismo nos Jogos Olímpicos de Verão de 2024 ocorreu em 4 e 6 de agosto de 2024 no Stade de France, em Paris. Um total de 32 atletas de 24 Comitês Olímpicos Nacionais (CON) participaram do evento.

## Qualificação
Cada Comitê Olímpico Nacional (CON) poderia inscrever no máximo três atletas qualificados em cada evento individual. Para o lançamento de martelo feminino, o período de qualificação foi entre 1 de julho de 2023 a 30 de junho de 2024.

## Formato
O lançamento de martelo consiste de duas fases (classificação e final). Na classificação houve dois grupos distintos de lançadoras, com cada uma tendo direito a três lançamentos para aferir uma marca.
A distância padrão na fase eliminatória foi de 73 metros, sendo que todas que ultrapassaram essa marca avançaram para a final. Um mínimo de 12 atletas precisaria avançar para a final; se menos de 12 fizessem a marca de qualificação, seriam classificadas as atletas subsequentes (incluindo as empatadas após o uso das regras de desempate).
Na final, cada lançadora teve direito a três lançamentos iniciais; as oito primeiras lançadoras ao final da terceira rodada receberam três lançamentos adicionais para um total de seis, com o melhor a contar para o resultado final.

## Calendário
Horário local (UTC+2)
| Data                | Horário | Fase          |
| ------------------- | ------- | ------------- |
| 4 de agosto de 2024 | 10:20   | Classificação |
| 6 de agosto de 2024 | 19:55   | Final         |

## Medalhistas
| Ouro   | CAN Camryn Rogers       |
| Prata  | USA Annette Echikunwoke |
| Bronze | CHN Zhao Jie            |

## Recordes
Antes desta competição, os recordes mundiais e olímpicos da prova eram os seguintes:
| Tipo | Atleta           | Marca   | Local          | Data                 |
| ---- | ---------------- | ------- | -------------- | -------------------- |
|      | Anita Włodarczyk | 82,98 m | Varsóvia       | 28 de agosto de 2016 |
|      | Anita Włodarczyk | 82,29 m | Rio de Janeiro | 15 de agosto de 2016 |

## Resultados

### Classificação
Todos as atletas que alcançarem a marca de classificação de 73,00 m (Q) ou pelo menos as 12 melhores atletas (q) avançam à final.
| Pos. | Grupo | Atleta                  | CON                | #1    | #2    | #3    | Marca | Notas |
| ---- | ----- | ----------------------- | ------------------ | ----- | ----- | ----- | ----- | ----- |
| 1    | B     | Krista Tervo            | FIN Finlândia      | x     | 74.79 |       | 74.79 | Q,    |
| 2    | A     | Camryn Rogers           | CAN Canadá         | x     | 74.69 | –     | 74.69 | Q     |
| 3    | B     | DeAnna Price            | USA Estados Unidos | 72.08 | 73.79 | –     | 73.79 | Q     |
| 4    | A     | Annette Echikunwoke     | USA Estados Unidos | 73.52 | –     | –     | 73.52 | Q     |
| 5    | B     | Katrine Koch Jacobsen   | DEN Dinamarca      | 72.36 | x     | 73.04 | 73.04 | Q     |
| 6    | A     | Hanna Skydan            | AZE Azerbaijão     | 69.58 | 69.04 | 72.55 | 72.55 | q     |
| 7    | A     | Zhao Jie                | CHN China          | 70.78 | 72.49 | 72.24 | 72.49 | q     |
| 8    | B     | Sara Fantini            | ITA Itália         | 72.40 | 69.93 | 71.08 | 72.40 | q     |
| 9    | B     | Silja Kosonen           | FIN Finlândia      | x     | 68.51 | 72.11 | 72.11 | q     |
| 10   | B     | Rosa Rodríguez          | VEN Venezuela      | x     | 67.28 | 71.76 | 71.76 | q     |
| 11   | A     | Bianca Ghelber          | ROU Romênia        | 71.42 | x     | 71.34 | 71.42 | q     |
| 12   | B     | Anita Włodarczyk        | POL Polônia        | 71.04 | 70.41 | 71.06 | 71.06 | q     |
| 13   | A     | Li Jiangyan             | CHN China          | x     | 70.54 | x     | 70.54 |       |
| 14   | A     | Erin Reese              | USA Estados Unidos | 68.74 | 70.23 | x     | 70.23 |       |
| 15   | A     | Stephanie Ratcliffe     | AUS Austrália      | x     | x     | 70.07 | 70.07 |       |
| 16   | B     | Nicola Tuthill          | IRL Irlanda        | x     | 68.87 | 69.90 | 69.90 |       |
| 17   | B     | Stamatia Scarvelis      | GRE Grécia         | 69.38 | 66.86 | x     | 69.38 |       |
| 18   | A     | Thea Löfman             | SWE Suécia         | 64.13 | 68.92 | 69.12 | 69.12 |       |
| 19   | A     | Rose Loga               | FRA França         | 68.94 | 63.10 | x     | 68.94 |       |
| 20   | A     | Lauren Bruce            | NZL Nova Zelândia  | x     | 67.03 | 68.93 | 68.93 |       |
| 21   | A     | Suvi Koskinen           | FIN Finlândia      | 66.14 | x     | 67.90 | 67.90 |       |
| 22   | B     | Zalina Marghieva        | MDA Moldávia       | x     | 67.84 | 66.45 | 67.84 |       |
| 23   | A     | Malwina Kopron          | POL Polônia        | 65.39 | 65.65 | 67.68 | 67.68 |       |
| 24   | B     | Vanessa Sterckendries   | BEL Bélgica        | 67.67 | x     | 64.67 | 67.67 |       |
| 25   | A     | Zahra Tatar             | ALG Argélia        | 66.06 | 66.99 | 66.90 | 66.99 |       |
| 26   | B     | Iryna Klymets           | UKR Ucrânia        | 66.95 | 66.61 | 65.70 | 66.95 |       |
| 27   | A     | Beatrice Nedberge Llano | NOR Noruega        | 66.11 | 66.92 | 64.77 | 66.92 |       |
| 28   | B     | Wang Zheng              | CHN China          | 66.92 | x     | x     | 66.92 |       |
| 29   | B     | Oyesade Olatoye         | NGR Nigéria        | x     | 64.36 | 66.41 | 66.41 |       |
| 30   | B     | Réka Gyurátz            | HUN Hungria        | x     | 64.77 | 63.86 | 64.77 |       |
|      | A     | Mayra Gaviria           | COL Colômbia       | x     | r     | –     | NM    |       |
|      | B     | Alexandra Tavernier     | FRA França         | x     | x     | x     | NM    |       |

### Final

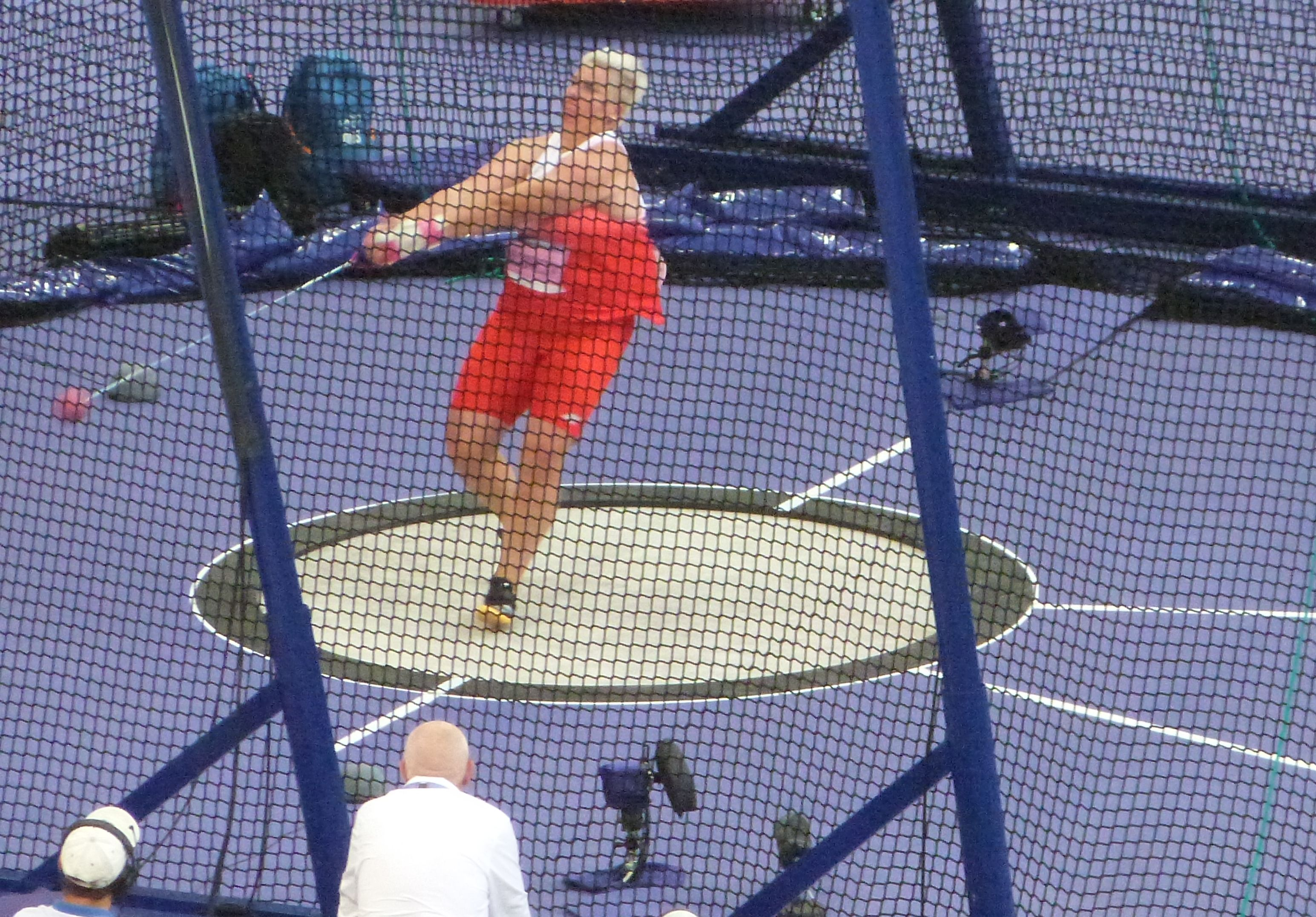
Anita Włodarczyk durante a execução de um lançamento na final

As atletas que alcançarem as melhores marcas após seis tentativas conquistam as medalhas.
| Pos.              | Atleta                | CON                | #1    | #2    | #3    | #4          | #5          | #6          | Marca | Notas                |
| ----------------- | --------------------- | ------------------ | ----- | ----- | ----- | ----------- | ----------- | ----------- | ----- | -------------------- |
| Medalha de ouro   | Camryn Rogers         | CAN Canadá         | 74.11 | x     | 74.47 | 75.44       | 76.97       | x           | 76.97 |                      |
| Medalha de prata  | Annette Echikunwoke   | USA Estados Unidos | 73.11 | 71.45 | 75.48 | x           | 73.32       | 73.56       | 75.48 | Recorde da temporada |
| Medalha de bronze | Zhao Jie              | CHN China          | 72.90 | 74.27 | 73.95 | 72.79       | 73.88       | 71.88       | 74.27 |                      |
| 4                 | Anita Włodarczyk      | POL Polônia        | 73.17 | 72.18 | 73.13 | 73.61       | 74.23       | 69.77       | 74.23 | Recorde da temporada |
| 5                 | Silja Kosonen         | FIN Finlândia      | x     | 74.04 | 72.44 | x           | 73.12       | 72.10       | 74.04 | Recorde da temporada |
| 6                 | Krista Tervo          | FIN Finlândia      | x     | 73.83 | x     | 72.56       | 71.25       | x           | 73.83 |                      |
| 7                 | Hanna Skydan          | AZE Azerbaijão     | 73.27 | 72.48 | 71.39 | 73.66       | 72.91       | 73.27       | 73.66 | Recorde da temporada |
| 8                 | Rosa Rodríguez        | VEN Venezuela      | 71.02 | 72.98 | x     | 71.22       | 70.85       | x           | 72.98 | Recorde da temporada |
| 9                 | Bianca Ghelber        | ROU Romênia        | x     | 72.24 | 72.36 | Não avançou | Não avançou | Não avançou | 72.36 |                      |
| 10                | Katrine Koch Jacobsen | DEN Dinamarca      | 71.65 | 70.64 | 71.09 | Não avançou | Não avançou | Não avançou | 71.65 |                      |
| 11                | DeAnna Price          | USA Estados Unidos | x     | 70.18 | 71.00 | Não avançou | Não avançou | Não avançou | 71.00 |                      |
| 12                | Sara Fantini          | ITA Itália         | 69.20 | 69.58 | x     | Não avançou | Não avançou | Não avançou | 69.58 |                      |

Legenda
| Recorde mundial      | Recorde mundial (World record)               |                       | Recorde africano                      | Recorde africano (African) |                                           | Q | Classificado por posição (Qualified) |
| Recorde olímpico     | Recorde olímpico (Olympic record)            | Recorde da América    | Recorde da América (Americas)         | q                          | Classificado por melhor tempo (Qualified) |   |                                      |
| Melhor marca do ano  | Melhor marca do ano (World leading)          | Recorde asiático      | Recorde asiático (Asian)              | DNS                        | Não largou (Did not start)                |   |                                      |
| Recorde nacional     | Recorde nacional (National record)           | Recorde europeu       | Recorde europeu (European)            | DNF                        | Não terminou (Did not finish)             |   |                                      |
| Recorde pessoal      | Recorde pessoal do atleta (Personal best)    | Recorde da Oceania    | Recorde da Oceania (Oceania)          | DSQ / DQ                   | Desclassificado (Disqualified)            |   |                                      |
| Recorde da temporada | Recorde da temporada do atleta (Season best) | Recorde sul-americano | Recorde sul-americano (South America) | NM                         | Sem marca (No mark)                       |   |                                      |